# Maria Schell
Maria Margarethe Anna Schell, född 15 januari 1926 i Wien, död 26 april 2005 i Preitenegg i Kärnten, var en österrikisk-schweizisk skådespelare. Hon var syster till skådespelaren Maximilian Schell.

## Biografi
Maria Schells far var schweizisk skådespelsförfattare/poet och hennes mor österrikisk skådespelerska. Familjen flyttade till Schweiz 1938 efter tyskarnas intåg i Österrike.
Schell debuterade vid 16 års ålder i de schweiziska filmerna Steinbruch och Maturareise 1942. Hon vann internationell berömmelse 1954 då hon vann priset som bästa skådespelerska vid filmfestivalen i Cannes för sin roll i filmen Den sista bron och 1956 prisbelönades hon vid filmfestivalen i Venedig för rollen i Gervaise.
Schell gjorde en minnesvärd roll i Luchino Viscontis Vita nätter (1957) där hon spelade mot Marcello Mastroianni. Bland övriga filmer märks Bröderna Karamazov (1958), De hängdas träd (1959) och Cimarron (1960). En av hennes sista roller var som Stålmannens biologiska mor i Superman – The Movie 1978.
Schell led av depressioner och 1991 försökte hon ta sitt liv med en överdos sömnmedel.
Schell var gift två gånger, med regissören Horst Haechler och sedan med skådespelaren och regissören Veit Reilin.

## Filmografi (i urval)
- 1951 – Det mörka rummet
- 1954 – Den sista bron
- 1956 – Gervaise
- 1957 – Vita nätter
- 1958 – Bröderna Karamazov
- 1959 – De hängdas träd
- 1960 – Cimarron
- 1969 – 99 Women (även kallad Der heiße Tod)
- 1974 – Täcknamn Odessa
- 1976 – De fördömdas resa
- 1978 – Superman – The Movie
- 1982 – La Passante du Sans-Souci